# Бринько, Пётр Антонович
Пётр Антонович Бренько (1915—1941) — советский лётчик-ас истребительной авиации ВВС ВМФ, Герой Советского Союза (14.07.1941). Капитан (10.09.1941).

## Биография
Родился 17 сентября 1915 года в посёлке Мандрыкино (ныне в черте города Донецка) в семье рабочего. Украинец.
Окончил 10 классов школы и аэроклуб в городе Запорожье.
Служил в Военно-Морском Флоте с января 1937 года. Окончил ускоренный курс Военно-морского авиационного училища им. Сталина в Ейске в ноябре 1937 года. Был направлен на Тихоокеанский флот: пилот 108-й авиационной эскадрильи, с мая 1938 года — военный пилот, младший лётчик и исполняющий обязанности начальника парашютно-десантной службы эскадрильи 39-го истребительного авиационного полка ВВС Тихоокеанского флота. Участвовал в боевых действиях у озера Хасан в 1938 году, будучи временно прикомандирован к 1-му авиационному полку ВВС ТОФ. Летал на истребителе И-15бис. 
С декабря 1939 года служил в 13-м истребительном авиационном полку ВВС Балтийского флота, участвовал в советско-финской войне. Выполнил 47 боевых вылетов на истребителе И-16.
Затем продолжил службу в том же полку, в марте 1940 года стал старшим лётчиком, в мае 1940 — командиром звена, в июне 1941 года — заместителем командира эскадрильи 13-го истребительного авиационного полка ВМФ 61-й истребительной авиационной бригады Военно-воздушных сил Краснознамённого Балтийского флота.
Участник Великой Отечественной войны с 22 июня 1941 года. Участвовал в прикрытии с воздуха Ленинграда и Таллина. 2 июля 1941 года вместе с своим ведущим капитаном Алексеем Антоненко прибыл на полуостров Ханко для усиления обороны осаждённой военно-морской базы Ханко. Над Ханко в паре с А. К. Антоненко сбил 6 финских самолётов.
Указом Президиума Верховного Совета СССР «О присвоении звания Героя Советского Союза лётчикам Военно-Морского Флота» от 14 июля 1941 года за «образцовое выполнение боевых заданий командования на фронте борьбы с германским фашизмом и проявленные при этом отвагу и геройство» удостоен звания Героя Советского Союза с вручением ордена Ленина и медали «Золотая Звезда».
15 июля 1941 года Бренько ошибочно приняв летящую навстречу пару истребителей И-153 «Чайка» за вражеские, идущие в лобовую атаку, открыл по ним огонь. В инциденте погиб пилот одного истребителя, Иван Козлов.
В конце июля 1941 года переведён в Таллин и принимал участие в его обороне, одержав там 4 личные победы. В конце августа 1941 года переведён на защиту Ленинграда, там тоже лично сбил 3 немецких самолёта.
Всего за три месяца боёв совершил свыше 100 боевых вылетов, сбил 13 самолётов противника (7 — лично и 6 в группе), а также 1 аэростат. Некоторые авторы утверждают, что в бою 5 сентября 1941 года сбил тараном немецкий истребитель, другие (М. Ю. Быков) не отрицая факт воздушной победы в тот день не подтверждают таран.
Погиб в бою 14 сентября 1941 года около Ленинграда: был ранен зенитным огнём при атаке немецкого аэростата, при возвращении на свой аэродром задел линию электропередачи и разбился. Похоронен в братской могиле в деревне Низино.

## Награды
- Герой Советского Союза (14.07.1941)
- Орден Ленина (14.07.1941)
- Два ордена Красного Знамени (21.04.1940, 16.09.1941)
- Орден Красной Звезды (17.09.1941, посмертно).

## Память
- Именем Петра Бринько названы переулок в Санкт-Петербурге (15 декабря 1952 года Таиров переулок переименован в пер. Бринько) и улица в Донецке.
- В Донецке на шахте № 29 открыта мемориальная доска в его честь.
- Школа № 113 на ст. Мандрыкино, Донецк, Петровский р-он им. Бринько.